# Roberto Carlos González
Roberto Carlos González Castellero (Los Santos, 21 de mayo de 1994) es un ciclista panameño que desde 2024 compite con el Team Solution Tech-Vini Fantini de categoría UCI ProTeam.

## Biografía
Nacido en 1994, Roberto González participó en sus primeras carreras ciclistas a los 14 años. Ha logrado varias victorias en carreras locales en Panamá a lo largo de los años, ganando, entre otras, la esperanzadora contrarreloj de los Juegos Centroamericanos en 2013 y dos ediciones de la Vuelta a Panamá en 2015 y 2016. En 2017 se incorporó al equipo colombiano Bicicletas Strongman, con el que participó en sus primeras carreras en Europa. En 2019 fichó por el equipo continental profesional italiano Neri Sottoli-Selle Italia-KTM5, que más tarde se convirtió en Vini Zabù-KTM. Al año siguiente, se convirtió en el primer ciclista panameño en participar en la Milán-San Remo.

## Palmarés
Fuente:
2014
- 2.º en el Campeonato de Panamá Contrarreloj
- 3.º en el Campeonato de Panamá en Ruta

2015
- 2.º en el Campeonato de Panamá Contrarreloj

2018
- 2.º en el Campeonato de Panamá en Ruta

2020
- 2 etapas de la Vuelta a Guatemala

2025
- 3.º en el Campeonato de Panamá Contrarreloj
- Campeonato de Panamá en Ruta